# Henrik Harpestraeng
Henrik Harpestraeng, dänisch Henrik Harpestræng, zu finden auch als Henrik Harpestreng (* um 1164; † 4. April 1244 in Roskilde, Dänemark), war ein auch Henricus Dacus (Heinrich der Däne) genannter dänischer Arzt, Autor botanischer und medizinischer Schriften sowie Chorherr.

## Leben
Harpestraeng war Kanoniker am Dom zu Roskilde und möglicherweise Leibarzt von König Erik Plovpenning. Magister Harpestraengs wichtigstes Werk soll das Kräuterbuch (Herbarium) Urtebogen mit 150 Kapiteln über Pflanzen und ihre Organe gewesen sein. Die Zuordnung dieses Liber herbarum zu Harpestraeng ist jedoch unsicher. Noch unwahrscheinlicher als Verfasser ist der mit Harpestraeng verwechselte, wenn überhaupt existierende Klerikerarzt Alexander Hispanus, der auch Melleus liquor physicae artis und Monatsregeln verfasst haben soll. Hauptquellen für das Herbarium waren der Macer floridus von Odo Magdunensis und der Liber graduum von Constantinus Africanus. Es ist in zwei Abschriften, entstanden um 1300, erhalten.  Weitere Schriften behandeln Astrologie, Aderlass, Schröpfen und Hygiene. Fälschlicherweise werden ihm ein Stenbog über den medizinischen Nutzen von Steinen und ein Kochbuch (Kogebog) zugeschrieben, in dem erstmals die französische Küche beschrieben wurde.
Henrik Harpestræng bzw. „Pseudo-Harpestraeng“ steht in der Tradition der Schule von Salerno, wo er möglicherweise auch studiert hatte, in der die antike griechische Medizin (Galenos von Pergamon) ebenso gelehrt wurde wie die mittelalterliche arabische Medizin (Kanon der Medizin von Avicenna).

## Werkausgaben, Harpestraeng zugeschrieben
- Poul Hauberg (Hrsg.): Henrik Harpestraeng: Liber herbarum. Kopenhagen 1936.